# Henrique da Silveira
Henrique da Silveira (Isla Terceira, 9 de abril de 1973-Lisboa, 9 de abril de 1973) fue un deportista portugués que compitió en esgrima, especialista en la modalidad de espada. Participó en cuatro Juegos Olímpicos de Verano, obteniendo una medalla de bronce en Ámsterdam 1928 en la prueba por equipos.

## Palmarés internacional
| Juegos Olímpicos | Juegos Olímpicos         | Juegos Olímpicos  | Juegos Olímpicos   |
| Año              | Lugar                    | Medalla           | Prueba             |
| ---------------- | ------------------------ | ----------------- | ------------------ |
| 1928             | Ámsterdam (Países Bajos) | Medalla de bronce | Espada por equipos |